# 伝道説教
伝道説教 （でんどうせっきょう）とは、講壇からのみことばの説教による福音伝道。大衆を集め規模の大きな集会で伝道する大衆伝道と区別して用いられる場合がある。
チャールズ・スポルジョンにとって福音伝道は伝道説教のことを意味していた。彼の一回の説教で、何百人もの人々が教会員になった例があるという。
マーティン・ロイドジョンズ も伝道説教を行っていたことで知られる。彼は大衆伝道で決心の招きをするというチャールズ・フィニーから始まったとされる伝道方式をとらなかった。これは福音派内でも議論のあることであり、そのため、ロイドジョンズが伝道をしていないとする誤解があったと言われる。ロイドジョンズの伝記を書いたイアン・マーレーは、そのような誤解が生じた理由について、伝道説教集『旧約聖書から福音を語る』の序文で、ロイドジョンズの伝道説教があまり出版されず、おもにクリスチャン向けに講解説教が出版されたことにも理由があるとしているが、「ウェストミンスター・チャペルで最後に伝道集会を開いたのはいつか」との問いに、ロイドジョンズが「毎日曜行っている」と回答したというエピソードを紹介している。
また、リベラルの立場の宗教誌が大衆伝道集会について、伝道が非神学的であるとする考えから、伝道中に神学は休戦しようと主張したのに対し、ロイドジョンズは神学的でない伝道は伝道ではなく、伝道説教こそもっとも神学的でなければならないとしている 。聖書宣教会会長の鞭木由行はロイドジョンズの説教論の解説で、福音派が教理なき聖書主義に行くなら、福音派は変質して福音派でなくなってしまうと警告する 。
ピューリタンの神学者ジョナサン・エドワーズの有名な説教「怒れる神の御手の中にある罪人」は伝道的説教であったとされる。